# Anna Marie Hahn

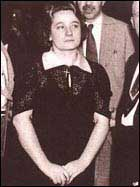
Anna Marie Hahn nach ihrer Verhaftung

Anna Marie Hahn, geborene Filser (* 7. Juli 1906 in Füssen, Bayern; † 7. Dezember 1938 in Columbus, Ohio), war eine deutsch-amerikanische Mörderin, die in den USA als eine der ersten Frauen auf dem elektrischen Stuhl hingerichtet wurde.
Hahn wurde für den Tod von fünf Männern in der Zeit von 1932 bis 1937 verantwortlich gemacht, die an Arsen-Vergiftung gestorben waren. Nach der Aufdeckung ihrer Verbrechen, die in der amerikanischen Öffentlichkeit für spektakuläres Aufsehen sorgten, wurde sie auch als Arsenic Anna oder Blonde Borgia (in Anspielung auf die mittelalterliche Adelsfamilie, die für die von ihren Mitgliedern verübten Giftmorde bekannt ist) bezeichnet.

## Leben
Anna Marie Hahn war das jüngste von zwölf Kindern aus einem vermögenden Elternhaus. Als Teenager hatte sie angeblich ein Verhältnis mit einem Wiener Arzt, aus dem ein Sohn namens Oskar hervorging. Sie gebar ihn im Alter von 20 Jahren. 1929 wanderte sie mit ihm in die USA aus und siedelte sich in Cincinnati, Ohio an, wo sie Verwandte hatte. Nach ihren Angaben, für die keine weiteren Belege vorliegen, wurde sie von dem Arzt begleitet, den sie zuvor geheiratet haben will, und der kurz nach der Übersiedlung gestorben sein soll.
Fest steht, dass sie 1930 den Telegraphisten Philip Hahn heiratete. Dieser gab daraufhin seine Arbeitsstelle bei der Western Union auf, um ihr beim Betrieb einer Bäckerei zu helfen, die sie zuvor erworben hatten. Weder die Bäckerei noch ein Feinkostgeschäft, mit dem sie es danach versuchten, wurden ein Erfolg. Anna Marie Hahn war zu diesem Zeitpunkt bereits dem Glücksspiel verfallen. Um sich die dazu erforderlichen Mittel zu besorgen, versuchte sie, Versicherungen zu betrügen. Schließlich bot sie älteren Herren ihre Dienste als Pflegerin an, um an ihr Geld zu gelangen.
Im November 1937 wurde sie in einem vielbeachteten („the biggest mass murderer of the century“), vierwöchigen Prozess wegen Mordes an dem 78-jährigen Jacob Wagner zum Tode verurteilt. Hahn wurde am 7. Dezember 1938 um 20:11 Uhr auf dem elektrischen Stuhl im Ohio State Penitentiary hingerichtet. Bis zuletzt beteuerte sie ihre Unschuld. Nach ihrem Tod kam jedoch eine 20-seitige Aufzeichnung zum Vorschein, in der sie sich zu vier Tötungsdelikten bekannte.

## Opfer
Anna Marie Hahns erstes Opfer soll Ernest Koch gewesen sein. Er starb am 6. Mai 1932, kurz nachdem er sich mit ihr angefreundet hatte. Er vermachte ihr ein Haus.
Albert Parker starb im Alter von 72 Jahren, nachdem er die Dienste von Hahn in Anspruch genommen hatte. Zuvor lieh sie sich Geld von ihm.
Der 78-jährige Jacob Wagner verschied am 3. Juni 1937 nach Vergiftung mit Arsen und Crotonöl. Er hinterließ der „geliebten Nichte“ Anna 17.000 $ Bargeld.
Vom 67-jährigen George Gsellman erhielt sie in der Zeit vor seinem Tod 15.000 $.
Der 62 Jahre alte George Heiss schöpfte Verdacht, nachdem er eine Giftattacke Hahns überlebt hatte, und schickte sie fort, informierte jedoch nicht die Behörden.
Hahns letztes Opfer soll der 67-jährige George Obendoerfer gewesen sein. Ihre Enttarnung gelang kurz nach seinem Tod am 1. August 1937 zufällig im Zusammenhang mit dem Diebstahl eines Diamantringes, den sie am Vortag aus einem Zimmer des Hotels entwendet hatte, in dem sie zusammen mit Obendoerfer abgestiegen war. Eine Obduktion zeigte, dass er große Mengen von Arsen in seinem Körper hatte. Am 10. August 1937 wurde sie in Cincinnati verhaftet.